# العنف المسلح في الولايات المتحدة

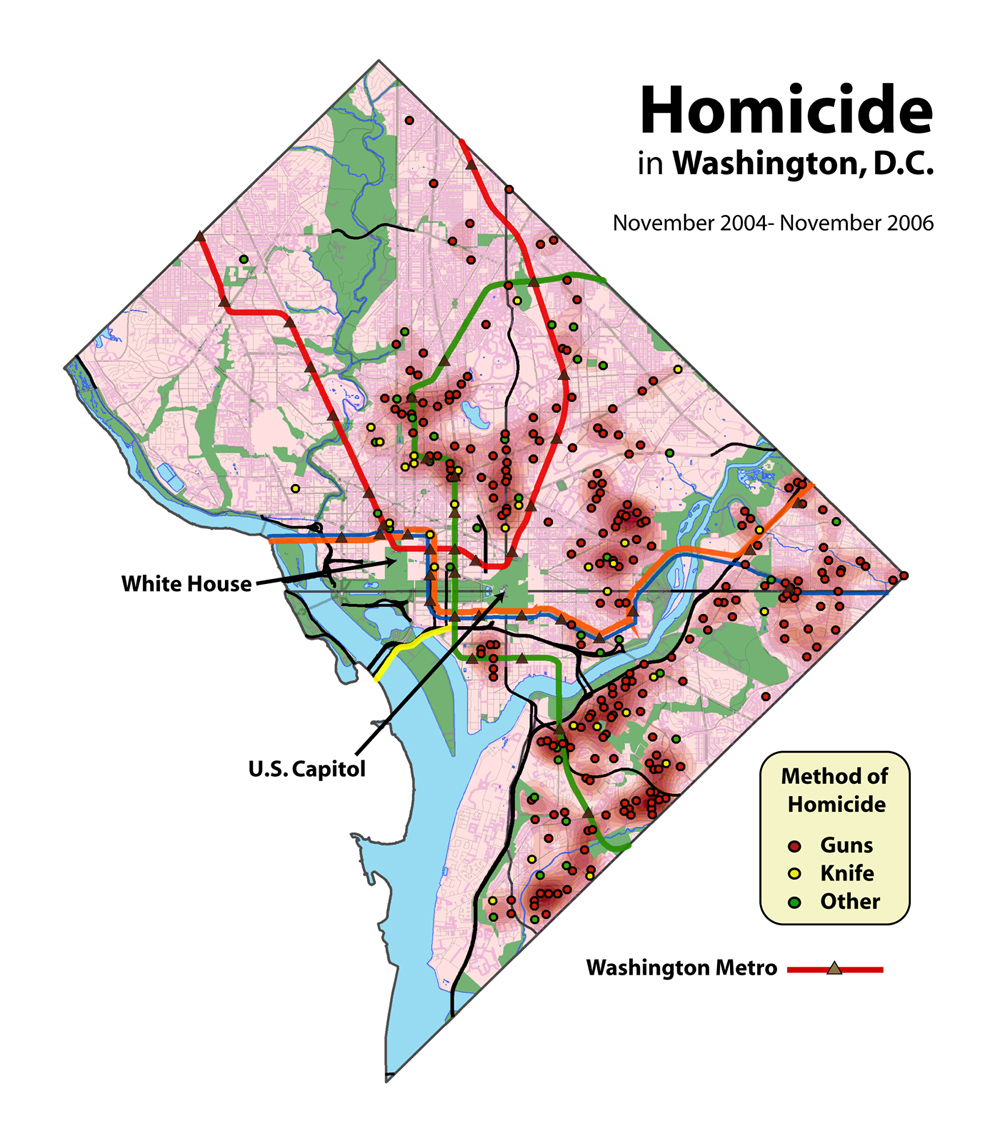
تتركز جرائم القتل والقتل العام في واشنطن العاصمة في المناطق الساخنة للجريمة التي تقع في الأحياء (بما في ذلك شو ، وسورسم كوردا، وترينيداد، وأناكوستيا ، ومرتفعات الكونغرس) مع الحرمان الاجتماعي والاقتصادي، في حين أن جرائم القتل نادرة في الأحياء الأخرى.

العنف المسلح في الولايات المتحدة يسفر عن عشرات الآلاف من القتلى والجرحى سنوياً. في عام 2013، سُجلت 73.505 إصابة غير مميتة بأسلحة نارية (23.2 لكل 100,000 مواطن أمريكي)،  و 33.636 حالة وفاة بطلق نارى (10.6 لكل 100,000 مواطن أمريكى). هذه الوفيات عبارة عن 11.208 جريمة قتل، و 21.175 حالة انتحار، و 505 وفيات ناجمة عن إطلاق الأعيرة النارية دون قصد، و 281 حالة وفاة ناتجة عن استخدام الاسلحة بهدف غير محدد. ومن إجمالي عدد الوفيات في الولايات المتحدة في عام 2013، والبالغ 2.596.993، كانت نسبة 1.3٪ مرتبطة بالأسلحة النارية. فتعتبر حيازة ومراقبة الأسلحة النارية من بين القضايا الأكثر إثارة للجدل في البلاد. 
سجلت 8.885 جريمة قتل مرتبطة بالأسلحة النارية في الولايات المتحدة عام 2012.  وكانت نسبة 64% من الوفيات المرتبطة باستخدام الأسلحة النارية، حالات انتحار. في عام 2010، كان هناك 19.392 حالة انتحار مرتبط بالأسلحة النارية، و 11.078 حالة قتل مرتبط بالأسلحة النارية في الولايات المتحدة. في عام 2010، تم الإبلاغ عن 358 جريمة قتل تتضمن استخدام بندقية بينما تم الإبلاغ عن 6.009 التي تتضمن استخدام سلاح يدوى؛ تم الإبلاغ عن 1.939 حالة أخرى باستخدام نوع غير محدد من السلاح الناري. وبحسب موقع إيه بي سي نيوز ، قُتل حتى الآن أكثر من 11500 شخص في أعمال عنف مسلح في عام 2023 في الولايات المتحدة.
استخدمت الأسلحة النارية لقتل 13.286 شخصاً في الولايات المتحدة في عام 2015 باستثناء حالات الانتحار. قُتل ما يقرب من 1.4 مليون شخص باستخدام الأسلحة النارية في الولايات المتحدة في الفترة بين 1968 و 2011. ويشمل هذا العدد جميع الوفيات الناجمة عن استخدام الأسلحة النارية، بما في ذلك حالات الانتحار والقتل والحوادث.
 بالمقارنة مع 22 دولة أخرى عالية الدخل، فإن معدل جرائم القتل المرتبطة بالأسلحة بالولايات المتحدة ارتفع بحوالى 25 مرة. على الرغم من أن لديها نصف سكان الدول ال 22 الأخرى مجتمعة، فإن الولايات المتحدة كانت تمتلك 82٪ من مجموع قتلى الأسلحة، و 90٪ من مجموع النساء اللواتي قُتلن بالبنادق، و 91٪ من الأطفال تحت سن 14 عامًا، و 92٪ من الشباب الذين تتراوح أعمارهم بين 15 و 24 عامًا قتلوا بالبنادق. في عام 2010، كلف المسلح دافعي الضرائب الأمريكيين حوالي 516 مليون دولار في تكاليف المستشفيات المباشرة.
يُعد العنف المسلح الأكثر شيوعًا في المناطق الحضرية الفقيرة وكثيراً ما يرتبط بعنف العصابات، والتي غالباً ما تشمل الذكور المراهقين والشباب البالغين. على الرغم من تغطية إطلاق النار الجماعى على نطاق واسع في وسائل الإعلام، فإن إطلاق النار الجماعي في الولايات المتحدة تمثل جزء صغير من الوفيات المرتبطة بالأسلحة وتواتر انخفاض هذه الأحداث بشكل مطرد بين عامي 1994 و 2007، آخده في الزيادة بين عامي 2007 و 2013.
حاولت التشريعات على المستوى الفيدرالي والحكومى والمحلي معالجة العنف باستخدام السلاح من خلال مجموعة متنوعة من الأساليب، بما في ذلك تقييد شراء الأسلحة النارية من قبل الشباب وغيرهم من السكان «المعرضين للخطر»، وتحديد فترات الانتظار لمشتريات الأسلحة النارية، وإنشاء برامج إعادة شراء الأسلحة، إنفاذ القوانين واستراتيجيات حفظ الأمن والمظام العام، والحكم الصارم على منتهكي قانون السلاح، وبرامج تثقيفية للآباء والأمهات والأطفال، وبرامج التوعية المجتمعية. على الرغم من القلق واسع النطاق بشأن آثار العنف المسلح على الصحة العامة، فقد حظر الكونغرس مراكز مكافحة الأمراض من إجراء البحوث التي تدعو إلى تأييد السيطرة على السلاح. وقد فسر مركز مكافحة الأمراض (CDC) هذا الحظر ليشمل جميع البحوث المتعلقة بمنع العنف المسلح، وبالتالي لم يمول أي بحث حول هذا الموضوع منذ عام 1996.

## حيازة الأسلحة النارية
تقدر دائرة أبحاث الكونغرس في عام 2009 أن هناك 310 مليون قطعة سلاح ناري في الولايات المتحدة، لا تشمل أسلحة يملكها الجيش. ومن هذه الأسلحة 114 مليون مسدس، و 110 ملايين بندقية، و 86 مليون بندقية.
في نفس العام (2009)، ذكر مكتب الإحصاء تعداد سكان الولايات المتحدة 306 مليون نسمة.
من الصعب تحديد أرقام دقيقة لحيازة المدنيين للسلاح. في حين أن عدد الأسلحة في أيدي المدنيين آخذ في الازدياد، فإن النسبة المئوية للأمريكان والأُسر الأمريكية الذين يزعمون امتلاك السلاح قد انخفضت على المدى الطويل، وفقا للمسح الاجتماعي العام. ووجدت أن امتلاك السلاح من قبل الأسر قد انخفض بشكل مستمر إلى حوالي النصف تقريبا، في أواخر السبعينيات وأوائل الثمانينيا، وانخفض إلى 32٪ في عام 2015. وانخفضت نسبة الملاك الأفراد من 31٪ في عام 1985 إلى 22٪ في عام 2014. ومع ذلك، تقوم مؤسسة غالوب بإجراء استطلاعات مماثلة لنفس الفترة، وتبين أن ملكية الأسرة للأسلحة النارية كانت متماثلة تقريبًا في عام 2013 كما كانت في عام 1970 - 43٪، وارتفعت أرقام ملكية الأفراد من 27٪ في عام 2000، إلى 29 ٪ في عام 2013. ووجد مركز بيو للبحوث أن عدداً أقل من الأميركيين يموتون نتيجة العنف المسلح: ففي عام 1993، وقعت سبع عمليات قتل باستخدام أسلحة نارية لكل 100 ألف شخص. وبحلول عام 2013، انخفض هذا الرقم إلى 3.6.
ما لم يتناوله بحث «بيو سنتر» هو ارتفاع معدل حيازة الأسلحة النارية بالمنازل مرة أخرى ما بين 1993-1994. حيث أفاد استطلاع رأي «غالوب» أن معدل زيادة الأسلحة النارية بالمنازل وصل إلى 50%. كما أضافت استطلاعات رأي «غالوب» أن حيازة الأسلحة النارية بالمنازل تصل إلى 40% حاليا بالإضافة إلى تقليص أعداد استطلاعات الرأي كخطة مستقبلية بعيدة الأمد من أجل التوصل إلى قوانين أكثر صرامة مكافحة للأسلحة. أخيرا؛ أعربت استطلاعات رأي «غالوب» عن رفضا تاما بنسبة تزيد عن 65% لمنع امتلاك الأسلحة اليدوية.
نسب حيازة الأسلحة يتم تقديرها من خلال استطلاعات الرأي التابعة لمؤسسات مثل المسح الاجتماعي (GSS) وهاريس التفاعلي ومؤسسة غالوب. هناك فوارق هائلة بين تقديرات استطلاعات رأي المؤسسات المختلفة مما يؤدي إلى الشك في مصداقيتهم. ذكر في تقرير لمؤسسة «غالوب» عام 1972 أن 43% يمتلكون أسلحة بمنازلهم بينما قدر تقرير مؤسسة المسح الاجتماعي (GSS) نسبة من يمتلكون أسلحة بمنازلهم ما يقارب 49%. أما في عام 1993 كانت نتيجة تقرير «غالوب» 51% بينما نتيجة تقرير (GSS) كانت 43%. أوضح بيان لغالوب أن 47% من الأمريكان يمتلكون أسلحة بمنازلهم عام 2012 بينما في نفس العام أوضح تقرير (GSS) أنهم 34% فقط.
تم تقدير من يمتلكون أسلحة في الولايات المتحدة الأمريكية بحوالي 44 مليون شخص عام 1997. هؤلاء الأشخاص يمتلكون ما يقارب 192 مليون سلاح ناري من ضمنهم 65 مليون سلاح يدوي. في تقرير عن المسح الوطني عن الملكية الخاصة واستخدام الأسلحة النارية (NSPOF) عام 1994؛ أشار إلى حيازة الأمريكان 192 مليون سلاح ناري 36% منهم بنادق و 34% منهم مسدسات و 26% بنادق صيد و 4% منهم بنادق طويلة. أغلب مالكي الأسلحة النارية يمتلكون العديد منها. في تقرير (NSPOF) تمت الإشارة إلى حيازة 25% من الراشدين للأسلحة النارية. في الولايات المتحدة 11% من المنازل تشارك بنشاط في عملية الصيد أما البقية المالكة للأسلحة النارية فهي للدفاع عن النفس ولأسباب أخرى. تراوحت نسبة ملكية الأسلحة النارية بالمنازل خلال سبعينات وثمانينات القرن الماضي ما بين 45% و 50%. التطورات السريعة في عالم شراء الأسلحة النارية متمثلة في الحشود الهائلة لدى باعة الأسلحة وعروض الأسلحة تتم ملاحظتها بسبب إمكانية زيادة السيطرة على السلاح بعد جرائم القتل الجماعي التي نالت درجة عالية من الدعاية. 
اختلف امتلاك الأسلحة النارية باختلاف المناطق الجغرافية بالتراوح بين 25% لمعدلات الامتلاك شمال شرق الولايات المتحدة إلى 60% في الاقليم الأوسط الجنوبي الشرقي[33][./Gun_violence_in_the_United_States#cite_note-azrael-2004-36 [36]]. أشار استطلاع رأي «غالوب» عام 2004 إلى أن 49% من الرجال ذكروا امتلاكهم للاسلحة أما نسبة النساء كانت 33% فقط. بالإضافة إلى 44% من ذوي البشرة البيضاء بالمقارنة مع ذوي البشرة السمراء حيث ذكر 24% منهم امتلاكهم للأسلحة. أكثر من نصف من يعيشون في المناطق الريفية (56%) يمتلكون أسلحة بالمقارنة مع ساكني الضواحي حيث يمتلك 40% منهم أسلحة، أما ساكنو المدن يمتلك 29% من ضمنهم أسلحة. أكثر من نصف الجمهوريين (53%) يمتلكون أسلحة بالمقارنة مع المستقلين السياسيين حيث يمتلك أسلحة من ضمنهم ما يقدر ب 36% أما نسبة من يمتلكون أسلحة من الديموقراطيين هي 31%. تم نقد بيان (GSS) والعديد من التقديرات الأخرى بخصوص حيازة الأسلحة النارية بصفتهم لا يقدمون تفاصيل كافية على المستوى الكلي؛ تلك التفاصيل التي تسمح بالتوصل إلى نتائج تخص العلاقة بين حيازة الأسلحة النارية والعنف الناجم عن حيازتها.
قام «[ كليك]» بمقارنة العديد من التقارير والتقديرات ولم يجد أي علاقة ترابط بين حيازة الأسلحة النارية والعنف الناجم عن حيازتها. في المقابل؛ «ديفد هيمنواي» وزملاؤه قدّموا دراسة من خلال بيانات (GSS) وجزء من دراسات تعني بالمسدسات كممثل عن معدل حيازة الأسلحة النارية. تلك الدراسة توصّلت إلى ترابط قوي أكيد بين حيازة الأسلحة النارية والقتل في الولايات المتحدة. وبالمثل دراسة ل «فيليب جي كوك» و «جينز لوديج» استخدمت النسبة المئوية للانتحار باستخدام الأسلحة النارية ووجدت أن انتشار الأسلحة أدى إلى ارتفاع معدلات القتل. كما وجدت هذه الدراسة أن مرونة تلك النتيجة كانت بمعدلات تتراوح بين  +0.1 و+0.3.

### الدفاع عن النفس
فعالية وأمان الأسلحة المستخدمة للدفاع عن النفس ليست مضمونة. تحدد الدراسات حالات استخدام الأسلحة النارية في الدفاع عن النفس بحد أدنى 65,000 مرة في السنة وحد أقصى 2.5 مليون مرة في السنة. أثناء حكم الرئيس «كلينتون» دبرت وزارة العدل بيان عام 1994؛ أشار البيان إلى أن نسبة استخدام الأسلحة في الدفاع عن النفس تصل إلى 1.5 مليون مرة في السنة مع التوضيح أن هذا التقدير قد يكون مبالغ فيه.
وجد مكدوال أن الأسلحة النارية يتم استخدامها في الدفاع عن النفس أثناء حادث الجريمة 64,615 مرة في السنة بين عامي 1987 و 1990 أي ما يعادل 258,460 مرة خلال الفترة كلها. ذلك يعادل مرتين من كل ألف جريمة (0.2%) حدثت في تلك الفترة من بينهم جرائم لم تتضمن أي تدخل للأسلحة. بالنسبة للجرائم العنيفة والاعتداءات والسرقة والاغتصاب,فإن الأسلحة كانت تستخدم بنسبة 0,83% في الدفاع عن النفس. وفي المرات التي استخدم فيها السلاح في الدفاع عن النفس، 71% من الجرائم ارتكبت من قبل غرباء اما بقية الحوادث فموزعة بالتساوي بين مجرمين معلومين للضحية أو على حق معرفة به. في 28% من الحوادث التي استخدم فيها السلاح للدفاع عن النفس، قام الضحية بإطلاق النار على المجرم. وفي 20% من حوادث الدفاع عن النفس، كانت تستخدم الاسلحة من قبل رجال الشرطة. خلال  هذه الفترة من 1987 وحتى 1990 , كان يوجد 46,319 جريمة قتل بواسطة السلاح وقدرت الدراسة الاستقصائية الوطنية للايذاء الاجرامي ان 2,628,532 من الجرائم الغير مميتة اشتملت على استخدام السلاح. 
 تتناقض دراسة ماكدويل التي اجراها لصالح المجلة الأمريكية للصحة العامة  مع دراسة أجراها كليك وجيرتز في عام 1995، والتي وجدت أن 2.45 مليون جريمة تم إحباطها كل عام في الولايات المتحدة باستخدام البنادق، وفي معظم الحالات، لم تقم الضحية مطلقا بإطلاق النار. وقد تم الاستشهاد بنتائج دراسات كليك مرات عديدة في وسائل الإعلام العلمية والشعبية. وانتقدت منهجية كليك وجيرتز من قبل بعض الباحثين.

## حالات الانتحار
Firearm deaths in the United States by cause (2013)
كان هناك 19,392 حالة انتحار مرتبطة بالأسلحة النارية في الولايات المتحدة في عام 2010. وتفيد وزارة العدل الأمريكية أن حوالي 60 ٪ من جميع البالغين من موتى السلاح الناري قاموا بالانتحار، وان أكثر من 61% قد قتلوا. وتبقى الاسلحة النارية في الولايات المتحدة هي الوسيلة الأكثر شيوعا في حالات الانتحار مسجلة نسبة 51% من جميع الحالات المرتكبة عام 2006 . وجدت إحدى الدراسات ان المحاربين العسكريين القدامي  استخدموا الاسلحة النارية في حوالي 67% من حالات الانتحار عام 2014. وتعد الاسلحة النارية هي أكثر الوسائل فتكا في الانتحار بمعدل اعلى 2,6 مرات من الاختناق (الطريقة الثانية الأكثر فتكا).
في الولايات المتحدة، يرتبط الوصول إلى الأسلحة النارية بزيادة مخاطر الانتحار الكامل. وأظهرت دراسة الحالات والشواهد  عام 1992 في مجلة نيو انغلاند للطب وجود ارتباط بين المعدلات التقديرية لحيازة الأسر للاسلحة النارية ومعدلات الانتحار،  واجدين ان الافراد الذين يعيشون في منازل تحتوي على اسلحة نارية أكثر عرضة للانتحار من اولئك الذين يعيشون في منازل تخلو منها، بنسبة 3 أو 4.  وجدت دراسة أجراها باحثون منكلية هارفارد للصحة العامة في عام 2006 وجود علاقة ذات دلالة إحصائية بين التغيرات في المعدلات التقديرية لحيازة الاسر للاسلحة النارية  ومعدلات الانتحار في الولايات المتحدة بين الرجال والنساء والأطفال. ووجدت دراسة أجراها نفس فريق البحث عام 2007 أنه في الولايات المتحدة، ارتبطت المعدلات التقديرية لحيازة الاسر للاسلحة النارية من قبل الاسر ارتباطًا وثيقًا بمعدلات الانتحار الإجمالية ومعدلات الانتحار بالأسلحة النارية، ولكن ليس مع معدلات الانتحار بدون اسلحة. وتوصلت دراسة عام 2013 إلى نفس النتائج، حتى بعد السيطرة على معدلات السلوك الانتحاري الكامنة والمختلفة من قبل الدول. ووجدت دراسة أيضا في عام 2015 علاقة قوية بين المعدلات التقديرية لحيازة الأسر للاسلحة النارية  في المدن الأمريكية ومعدلات كلا من الانتحار الاجمالي والانتحار بالاسلحة النارية، ولكن ليس تلك التي بدون اسلحة . لا تجد دائما دراسات الارتباط التي تقارن بين الدول المختلفة تأثيرا مهما من الناحية الاحصائية . وأظهرت دراسة مستعرضة عام 2016 وجود ارتباط قوي بين المعدلات التقديرية لحيازة الأسر للاسلحة النارية ومعدلات الانتحار المرتبطة بالاسلحة النارية بين الرجال والنساء في الولايات المتحدة.نفس الدراسة وجدت علاقة قوية بين هذه المعدلات التقديرية ومعدلات الانتحار الكلية ولكن فقط في الرجال . خلال الثمانينيات وأوائل التسعينات، كان هناك اتجاه تصاعدي قوي في حالات الانتحار بالاسلحة النارية بين المراهقين، وكذلك زيادة عامة حادة في حالات الانتحار بين أولئك الذين بلغوا 75 عامًا وأكثر.
صرح ديفيد همينواي، أستاذ السياسة الصحية بكلية الصحة العامة في جامعة هارفارد، ومدير مركز أبحاث مكافحة الإصابات في هارفارد ومركز هارفارد لمنع عنف الشباب. 
تفوق حالات الانتحار المرتبطة بالاسلحة النارية حالات القتل المرتبطة بالسلاح بأكثر من الضعف في الولايات المتحدة. والاسلحة النارية هي أكثر وسائل الانتحار شعبية بسبب فتك السلاح . ف 90% من الحالات التي حاولت الانتحار باستخدام سلاح ناري انتهى بها المطاف إلى الموت، مقابل ما يقل عن 3% من محاولات الانتحار بواسطة القطع أو المخدرات . كما ان خطر محاولة احدهم الانتحار أكبر 4,8 مرات ان كانوا يتعرضون للاسلحة النارية بشكل منتظم كما في المنزل مثلا.

## الخصائص الديمغرافية للمخاطر
معدل انتشار جرائم القتل والعنف أعلى في المناطق الحضرية الإحصائية في الولايات المتحدة مما هو عليه في المقاطعات غير الحضرية؛ تعيش الغالبية العظمى من سكان الولايات المتحدة في مناطق حضرية إحصائية. في المناطق الحضرية ، كان معدل جرائم القتل في عام 2013 4.7 لكل 100.000 مقارنة بـ 3.4 في المقاطعات غير الحضرية. بشكل أضيق، معدلات القتل والقتل غير العمد متطابقة في المقاطعات الحضرية والمقاطعات غير الحضرية. في المدن الأمريكية التي يزيد عدد سكانها عن 250000، كان متوسط معدل القتل 12.1 لكل 100000. وفقًا لإحصاءات مكتب التحقيقات الفيدرالي ، كانت أعلى معدلات جرائم القتل المرتبطة بالأسلحة للفرد في عام 2005 في واشنطن العاصمة (35.4 / 100.000) وبورتوريكو (19.6 / 100.000) ولويزيانا (9.9 / 100.000) وماريلاند (9.9 / 100.000). في عام 2017 ، وفقًا لوكالة أسوشيتيد برس ، حطمت بالتيمور رقمًا قياسيًا في جرائم القتل.

### مقارنة بالدول الأخرى

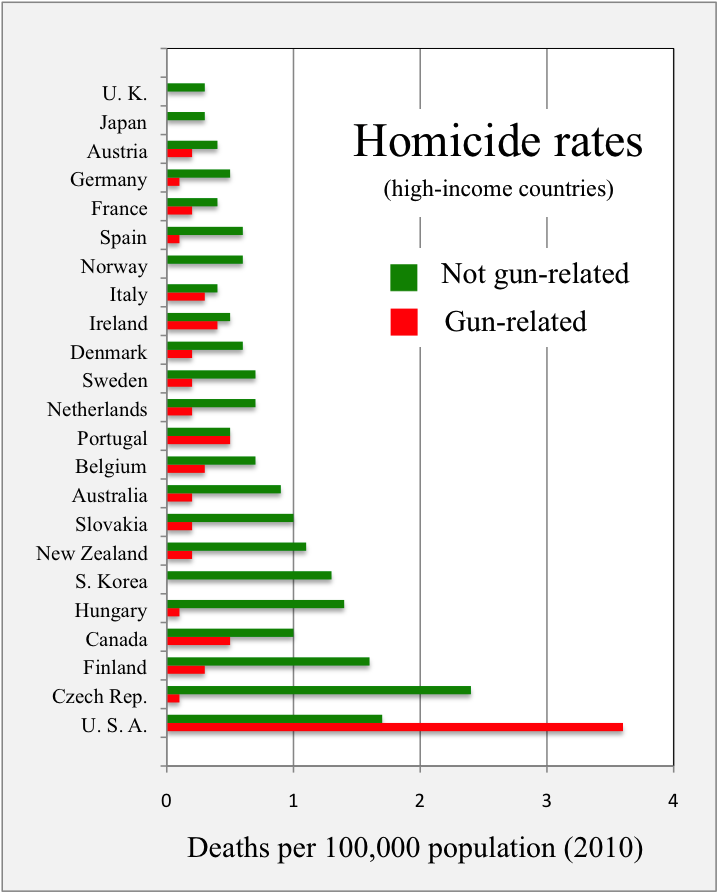

تزيد احتمالية تعرض الرجل الأمريكي الذي يتراوح عمره بين 15 و 24 عامًا للقتل بمسدس بنسبة 70 مرة مقارنة بنظيره في أكبر ثماني دول صناعية (مجموعة الثماني) في العالم (المملكة المتحدة ، وفرنسا، وألمانيا، واليابان، وكندا، وإيطاليا، وروسيا). في عام 2010، الولايات المتحدة معدل جرائم القتل أعلى بسبعة أضعاف من متوسط البلدان المتقدمة المكتظة بالسكان في منظمة التعاون والتنمية في الميدان الاقتصادي، ومعدل جرائم القتل المرتبط بالأسلحة النارية أعلى بمقدار 25.2 مرة. [134] في عام 2013، كان معدل الوفيات المرتبطة بالأسلحة النارية في الولايات المتحدة 10.64 حالة وفاة لكل 100000 نسمة، وهو رقم قريب جدًا من 11.17 في المكسيك ، على الرغم من أن الوفيات بالأسلحة النارية في المكسيك هي في الغالب جرائم قتل بينما في الولايات المتحدة هي في الغالب حالات انتحار.

## حالات القتل

, جرائم القتل طبقا لانواع السلاح المستخدمة ,1976-2004.

اعمار مرتكبي الجرائم, 1976-2004

وفقًا لمكتب التحقيقات الفيدرالي الأمريكي، في عام 2014، كان هناك 8124 جريمة قتل باستخدام بالأسلحة النارية في الولايات المتحدة، 5,562 من تلك الجرائم  كانت بواسطة المسدسات. أفادت مراكزمكافحة الأمراض أن هناك 11,078 حالة قتل مرتبطة بالأسلحة النارية في الولايات المتحدة في عام 2010.  يقوم مكتب التحقيقات الفيدرالي باحباط جرائم القتل المرتبطة بالأسلحة في عام 2010 بواسطة السلاح: 6,009  حالة شملت مسدسًا، 358 حالة شملت بندقية، و 1,939 شملت نوع غير محدد من الأسلحة النارية. في عام 2005، تم ارتكاب 75٪ من 10000 جريمة قتل بالأسلحة النارية في الولايات المتحدة باستخدام المسدسات، مقارنة بـ 4٪ بالاستخدام الرشاش، و 5٪ باستخدام البنادق، والباقي بأسلحة نارية غير محددة.
في الولايات المتحدة الأمريكية،  الولايات ذات معدلات ملكية الأسلحة العالية تمتلك نسب أعلي في القتل المسلح، ولكنها ليست بنسب أعلي من جرائم القتل غير المسلح. تواجد الأسلحة بنسبة كبيرة مرتبط بشكل قطعي مع معدلات القتل. هناك أدلة على أن امتلاك السلاح تأثيره أقل على نسب القتل المسلح عن الانتحار باستخدام السلاح.
في الولايات المتحدة في عام 2011، 67 % من ضحايا جرائم القتل تم قتلهم باستخدام السلاح الناري: 66 % من جرائم القتل الفردية و 79% من جرائم القتل متعددة الضحايا.
في القرن 19 لعب العنف المسلح دورا في الإضرابات المدنية مثل أعمال الشغب في هايماركت. كانت معدلات جرائم القتل في مدن مثل فيلادفيا أقل بشكل ملحوظ في القرن التاسع عشر عما كانت عليه في العصر الحديث.
خلال الثمانينيات وأوائل التسعينيات، ارتفعت معدلات القتل في جميع أنحاء مدن الولايات المتحدة الأمريكية (انظر الرسوم البيانية عليي اليمين). جرائم القتل باستخدام الأسلحة النارية تمثل تقريبا كل الزيادة في معدلات القتل، من 1985 إلي 1993, في حين أن. الاتجاه المتزايد في معدلات جرائم القتل خلال 1980s و 1990s في وقت مبكر كان أكثر وضوحا بين انخفاض الدخل وخاصة العاطلين عن العمل من الذكور. الشباب واسباني والأفريقية الأمريكية الذكور في الولايات المتحدة كانت الأكثر تمثيلا، مع الإصابات والوفيات ثلاثة أضعاف الأسود الذكور الذين تتراوح أعمارهم بين 13 إلى 17 ومضاعفة الأسود الذكور الذين تتراوح أعمارهم بين 18 إلى 24 عاما. الارتفاع في الكوكايين استخدام في المدن في مختلف أنحاء الولايات المتحدة غالبا ما يشار إليها باعتبارها عاملا من عوامل زيادة العنف المسلح بين الشباب خلال هذه الفترة الزمنية.
انتشار جرائم القتل وجرائم العنف بشكل أعلي في إحصائيات المناطق الحضرية أكثر مما هو عليه في المقاطعات غير الحضرية؛  الغالبية العظمي من سكان الولايات المتحدة تعيش في المناطق الحضرية الإحصائية. في المناطق ا في المناطق الحضرية، كان معدل جرائم القتل في 2013 هو 4.7 لكل 100,000 مقارنة ب 3.4 في المناطق غير الحضرية. وبشكل أدق، فإن معدلات القتل والقتل غير العمد تتطابق في المقاطعات الحضرية وغير الحضرية. في مدن الولايات المتحدة التي يزيد عدد سكانها عن 250,000 نسمة، كان معدل جرائم القتل 12.10 لكل 100 ألف. وفقا لإحصائات مكتب التحقيقات الفيدرالي (FBI), كانت أعلي معدلات للفرد في جرائم القتل المرتبطة بلأسلحة في عام 2005 في واشنطن العاصمة (35.4 / 100,000), بورتوريكو (19.6 / 100,000), ولويزيانا (9.9 / 100,000), وماريلاند (9.9 / 100,000). في عام 2017، وفقا لأسوشيتد برس، حطمت بالتيمور رقما قياسيا في جرائم القتل.
 في عام 2005، لا تزال الفئة العمرية من 17 الي 24 سنة ممثلة تمثيلا كبيرا فيإحصائيات جرائم العنف، خاصة الجرائم التي تنطوي علي استخدام أسلحة نارية. في عام 2005، كانت الفئة العمرية من17 إلي 19 عام تمثل 4.3% من إجمالي عدد سكان الولايات المتحدة تمثل نفس هذه الفئة العمرية 11.2% من الذين تم قتلهم في جرائم قتل مسلحة. شكلت هذه الفئة العمرية أيضا 10.6% من جميع جرائم القتل. وتمثل الفئة العمرية من 20 إلي 24 سنة 7.1% من إجمالي السكان  بينما تمثل 22.5% من الذين تم قتلهم بالأسلحة النارية. كما مثلت الفئة من 20 إلي 24  سنه 17.7% من جميع جرائم القتل. اولئك الذين تقل أعمارهم عن 17 سنة لا يمثلون نسبة زائدة في إحصائات جرائم القتل. في عام 2005، بلغت نسبة الأطفال من سن 13 إلي 16 سنة 6% من إجمالي سكان الولايات المتحدة، ولكن لا يمثلون سوي 3.6% من ضحايا جرائم القتل الناري،  و 2.7% من إجمالي جرائم القتل العام .
الناس التي لديها  سوابق جنائية هم أكثر عرضة للموت .  ما بين عامي 1990 و 1994، 75% من ضحايا جرائم القتل في سن 21 وأصغر في مدينة بوسطن  لديهم سوابق جنائية. في فيلادلفيا، نسبة الذين قتلوا في جرائم قتل مسلحة ولديهم سوابق جنائية زادت من 73%في عام 1985 إلي 93% في عام 1996 . في ريتشموند بولاية فرجينيا، يزداد خطر الإصابة بأسلحة نارية 22 مرة أعلى بالنسبة لأولئك الذكور المتورطين في الجريمة.
تزداد احتمالية حدوث الوفاة بشكل ملحوظ عندما يكون المهاجم أو الضحية لديه سلاح ناري. على سبيل المثال معدل وفيات بطلقات نارية في القلب 84% مقارنة مع 30% للأشخاص الذين يعانون من طعنات في القلب.
 الولايات المتحدة تحتل المركز الرابع من بين 34 دولة متقدمة لأعلي معدل لحدوث جرائم القتل بسلاح ناري، وفقا لبيانات منظمة التعاون الإقتصادي والتنمية (OECD). تم تصنيف المكسيك وتركيا وإستونيا قبل الولايات المتحدة في حالات القتل. من المرجح أن يتم قتل الرجال الذين تتراوح أعمارهم بين 15-24 سنة بمعدل 70 مرة أكثر من نظرائهم في الدول الصناعية الثماني الكبري في العالم (المملكة المتحدة - فرنسا - ألمانيا - اليابان - كندا - إيطاليا - روسيا).  .وفي مقارنة أوسع بين 218 دولة، تحتل الولايات المتحدة المرتبة 111.  في عام 2010 , معدل جرائم القتل في الولايات المتحدة هو 7 أضعاف المعدل في الدول المتقدمة في (OECD), عدل القتل المرتبط بالأسلحة النارية أعلي 25.2 مرة. في 2013 , بلغ معدل الوفيات  بالأسلحة النارية في الولايات المتحدة 10.64حالة وفاة لكل 100000 مواطن، وهو رقم قريب جدا للمكسيك 11.17, على الرغم من أن الوفيات في المكسيك هي في الغالب جرائم قتل بينما في الولايات المتحدة في الغالب هي حالات انتحار. (على الرغم من أن المكسيك لديها قوانين صارمة من حيث المبدأ، إلا أن القوانين المقيدة للحمل لا يتم تطبيقها في كثير من الأحيان، وكثيرا ما يتم تجاوز القوانين التي تقيد التصنيع والبيع عن طريق التجارة من الولايات المتحدة والدول الأخرى. )  يوجد لدي كل من كندا وسويسرا قوانين تحكم أكثر مرونة في السيطرة علي معظم الدول المتقدمة، على الرغم من أنها أكثر بكثير من الولايات المتحدة، ولديها معدلات موت بالأسلحة النارية تبلغ 2.22 لكل 100.000 مواطن على التوالي. وبالمقارنة، فأن أستراليا التي فرضت قولنين كاسحة لمراقبة الأسلحة رداً علي مذبحة بورت أرثر في عام 1996، يبلغ معدل موتها في سلاح ناري 0.86 لكل 100.000، وفي المملكة المتحدة يبلغ المعدل 0.26 . في عام 2014، قتل الألاف من الأمريكيين بالبنادق . كان هناك ما مجموعة 8.124 جريمة قاتلة ببندقية. في عام 2015، كان هناك 33.636 حالة وفاة بسبب الأسلحة النارية في الولايات المتحدة، في حين تم استخدام الاسلحة لقتل حوالي 50 شخصا في المملكة المتحدة، ويقتل الناس عادة ببنادق في الولايات المتحدة في يوم واحد (حوالي 85) مما كانت عليه في المملكة المتحدة في عام.

<grammarly-btn>
</grammarly-btn>
وقد أجريت بعض الدراسات التي تشير الي أن مفهوم البنادق يمكن أن الأفكار الرئيسية العدوانية وردود الفعل العدوانية. في تجربة قام بها بيركوفيتش ويباج في عام 1967، تم فحص هذا «تأثير الأسلحة». في نهاية المطاف، عندما تم أستفزاز المشاركين في الدراسة كان رد فعلهم أكثر عدوانية عندما كانت البندقية موجودة بشكل واضح في الغرفة بدلا من كائن أكثر أعتدالا مثل مضرب التنس.  تجارب مماثلة أخرى مثل تلك التي أجرتها كارسون وماركوس ونيوهال وميلر تسفر عن نتائج مماثلة. هذه النتائج تشير الي أن وجود بندقية في مشاجرة يمكن أن تثير رد فعل العدواني الذي قد يؤدي الي القبول من القتل. ومع ذلك، لم يثبت مثل هذا التفاعل الا في بيئة تجريبية، وليس هناك أي دليل يشير الي أن هذا سيكون صحيحا في إطار عملي أو واقعي. 

### اطلاق النار الجماعي
<grammarly-btn>
</grammarly-btn>

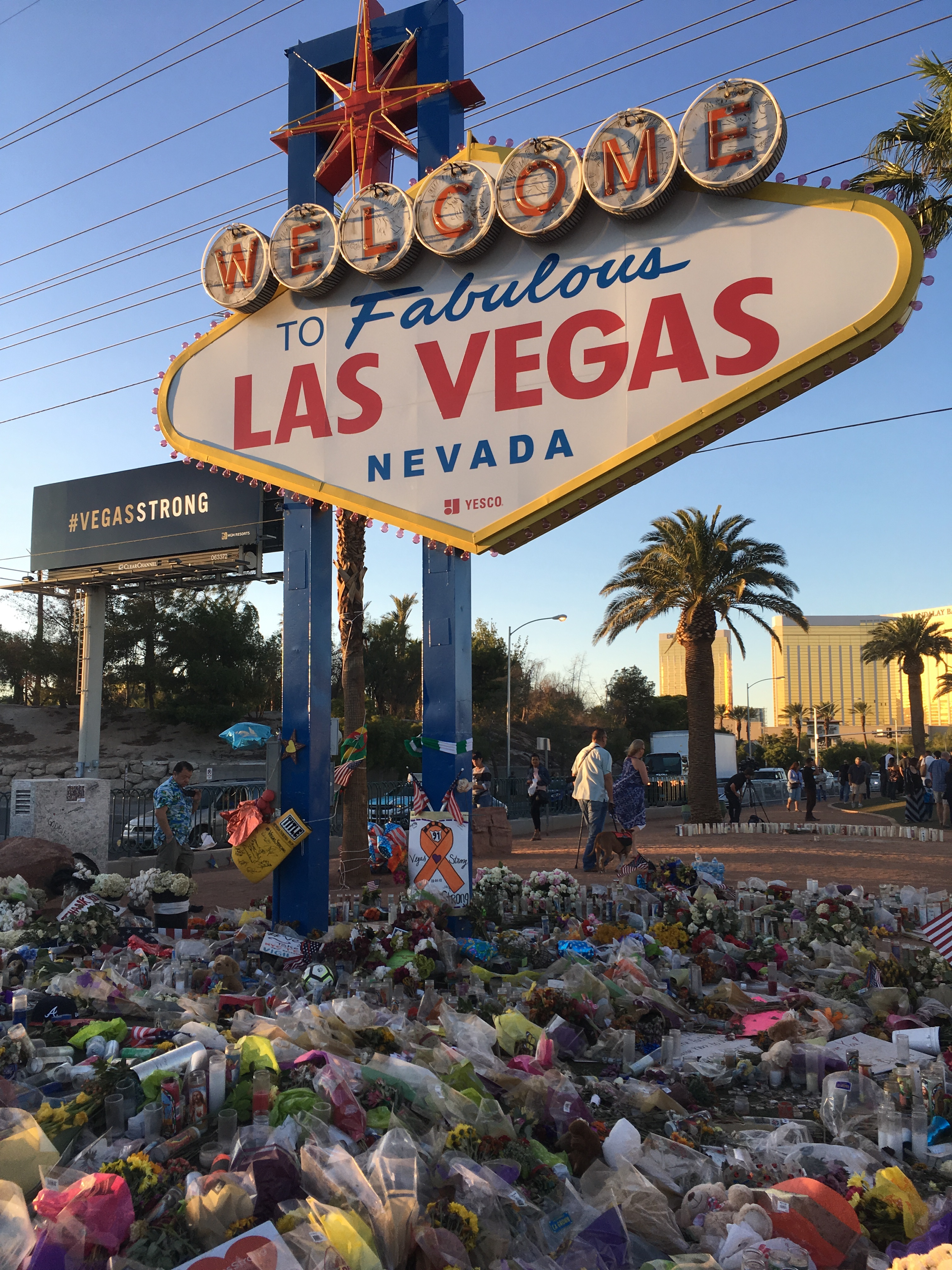
Memorial at the Welcome to Fabulous Las Vegas sign following the 2017 Las Vegas shooting.

أسفرت عمليات إطلاق النار الجماعية القاتلة عن تغطية كبيرة من قبل وسائل الأعلام. وقد مثلت عمليات إطلاق النار هذه ٪1 من جميع الوفيات باستخدام البندقية بين عامي 1980 و 2008. وعلى الرغم من تغطية إطلاق النار الجماعي على نطاق واسع في وسائل الأعلام، إلا أن عمليات إطلاق النار الجماعي تمثل جزءًا صغيرًا من الوفيات المرتبطة بالأسلحة وقد تراجعت وتيرة هذه الأحداث بشكل مطرد بين عام 1994 و 2007. بين عامي 2007 و 2013، ارتفع معدل حوادث إطلاق النار النشطة في السنة في والولايات المتحدة. .
يعتمد التردد الذي تحدث فيه عمليات إطلاق النار الجماعي علي التعريف. في السنوات الأخيرة، ازداد عدد عمليات إطلاق النار الجماعي بشكل كبير، على الرغم من حدوث انخفاض كبير في الوفيات المرتبطة بالأسلحة. وتشير الدراسات الي ان معدل حوادث إطلاق النار الجماعي قد تضاعف ثلاث مرات منذ عام 2011. وبين عامي 1982 و 2011، حدث اطلاق نار شامل مرة واحدة كل 200 يوم . ومع ذلك، بين عامي 2011 و 2014، تسارع هذا المعدل بشكل كبير مع اطلاق نار واحد غلي الأقل يحدث كل 64 يومًا في الولايات المتحدة.  فيما «وراء سفك الدماء»، قال تقرير صادر عن صحيفة يو إس إيه توداي أن هناك عمليات قتل جماعية كل أسبوعين وأن القتل الجماعي العام يمثل 1 من كل 6 عمليات قتل جماعية (26 جريمة قتل سنوياً ستكون بذلك تعادل 4/26، من 4 الي 5 عمليات القتل العام في السنة.) ) أدرجت الأم جونز سبع عمليات اطلاق نار جماعي، عُرِّف بأنها هجمات عشوائية في الأماكن العامة مما أدي الي مقتل أربعة ضحايا أو أكثر أكثر في الولايات المتحدة الأمريكية في عام 2015. كان المتوسط للفترة 2011 – 2015 حوالي 5 في السنة.  وحدد تحليل أجرته جماعة «ايفري تاون فور غون سيفتي» التابعة لمجموعة مايكل بلومبرغ لمنع العنف بالأسلحة النارية، 110 عملية اطلاق نار جماعي، عُرفت بأنها اطلاق نار قتل فيها ما لا يقل عن أربعة أشخاص بسلاح ناري، في الفترة ما بين يناير 2009 ويوليو 2014، وكان ٪ 57 على الأقل مرتبطين بالعنف المنزلي أو الأسري. وهذا يعني ضمنا ان ما لا يزيد عن ٪ 43 من 110 من حوادث اطلاق النار خلال 5.5 سنوات غير محلية، وان لم تكن بالضرورة عامة أو عشوائية، هذا يعادل 8.6 في السنة، على نطاق واسع تمشيا مع الارقام الأخرى. [بحاجة لمصدر]
وذكرت وسائل اعلام أخرى أن مئات من عمليات اطلاق النار الجماعية تحدث في الولايات المتحدة في سنة تقويمية واحدة، مستشهدة بموقع يمول من الحشود يعرف بأسم متعقب الرماية الذي يحدد اطلاق النار الجماعي بأنه قد أصيب أو قتل أربعة أشخاص أو أكثر. في كانون الأول / ديسمبر 2015، ذكرت صحيفة واشنطن بوست أنه كان هناك 355 عملية اطلاق نار جماعي في الولايات المتحدة حتي الآن في ذلك العام.
في أغسطس 2015، ذكرت صحيفة واشنطن بوست أنه كان معدل إطلاق النار الكثيف في الولايات المتحدة يومياً. وفي تقرير سابق قد أشار إلى أنه في عام 2015 وحده، كان هناك 294 عملية إطلاق نار جماعية قتلت أو أصابت 1464 شخصًا. ومع ذلك، ذكرت مقالة من روسيا اليوم أن 42 في المئة من الحوادث لم تتسبب في أي وفيات، و 29 في المئة منها فقط هو المتسبب. لقد تم توجيه الانتقادات لمتعقبي حوادث إطلاق النار العشوائي، وهما الموقعان اللذان استُشهدت بهما وسائل الإعلام، بسبب استخدام معيار أكثر شمولاً بكثير من تلك المستخدمة من قبل الحكومة - حيث يحسبون أربعة ضحايا يصابون بإطلاق نار كثيف - مما ينتج عنه أرقام أعلى بكثير.
المسدسات التي تم تصويرها في مذبحة جامعة فرجينيا للتكنولوجيا، وإطلاق النار في بينغهامتون، وإطلاق النار في فورت هود 2009 ، وإطلاق النار في جامعة أويكوس، وإطلاق النار في توكسون عام 2011. وارتكب مسلسل «أورورا» لإطلاق النار ومذبحة «كولومباين هاي سكول» من قبل مهاجمين مسلحين بأسلحة متعددة ومتنوعة. تم استخدام بنادق من طراز AR-15 في عدد من حوادث إطلاق النار الجماعية الأكثر فتكًا، وأصبحت على نطاق واسع تعد الخيار الأول لمرتكبي إطلاق النار الجماعي.

## الإصابات العارضة المهملة
<grammarly-btn>
</grammarly-btn>
قد يكون مرتكبو التفجيرات وضحايا الحوادث العرضية والناتجة عن الإهمال من أي عمر. حيث قُتل أكثر من 120 طفلاً في سن 15 عامًا أو أقل في حوادث في عام 1998. الإصابات العرضية هي الأكثر شيوعًا في المنازل حيث يتم الاحتفاظ بالبنادق للدفاع عن النفس. الإصابات ذاتية في نصف الحالات. في 16 يناير 2013، أصدر الرئيس أوباما 23 أمرًا تنفيذيًا بشأن تأمين السلاح، كان أحدها لمركز مكافحة الأمراض (CDC) للبحث عن أسباب ومنع العنف المسلح. وكانت مجالات التركيز الرئيسية الخمسة هي العنف من الأسلحة النارية وعوامل الخطر والوقاية / التدخل وسلامة السلاح وكيفية تأثير وسائط الإعلام وألعاب الفيديو العنيفة على الجمهور. كما بحثوا في أسباب المقتولين بسلاح ناري. وفقا لهذه الدراسة، لم يكن عدد الوفيات الناجمة عن حوادث إطلاق النار قد انخفض خلال القرن الماضي فحسب، بل أصبح الآن أقل من 1٪ من جميع حالات الوفيات غير المتعمدة، نصفها قتل ذاتي. 

## جرائم العنف
في الولايات المتحدة، المناطق التي يوجد بها نسبة مرتفعة من حيازة الأسلحة هي نفسها التي يكثر فيها عمليات السطو المسلح والسرقة.
 وتقدر حصيلة أعمال العنف الناتجة عن استخدام السلاح في الولايات المتحدة بحوالي 100 مليار دولار سنوياً، بالإضافة إلى التكاليف المتعلقة بالتوعية لتجنب العنف من الأسلحة النارية ومنعها.

### التكاليف
في عام 2000 ، قدرت تكاليف العنف باستخدام الأسلحة النارية بحوالي 100 مليار دولار سنويًا في الولايات المتحدة ، بالإضافة إلى التكاليف المرتبطة بسلوكيات تجنب / منع العنف باستخدام الأسلحة النارية. من ناحية أخرى ، في عام 2010 ، كلف العنف المسلح دافعي الضرائب الأمريكيين حوالي 516 مليون دولار من تكاليف المستشفيات المباشرة. بعد ذلك بعام ، في عام 2021 ، كان العنف باستخدام الأسلحة النارية 280 مليار دولار سنويًا.

### اغتيالات ومحاولات اغتيال رؤساء أمريكا
<grammarly-btn>
</grammarly-btn>

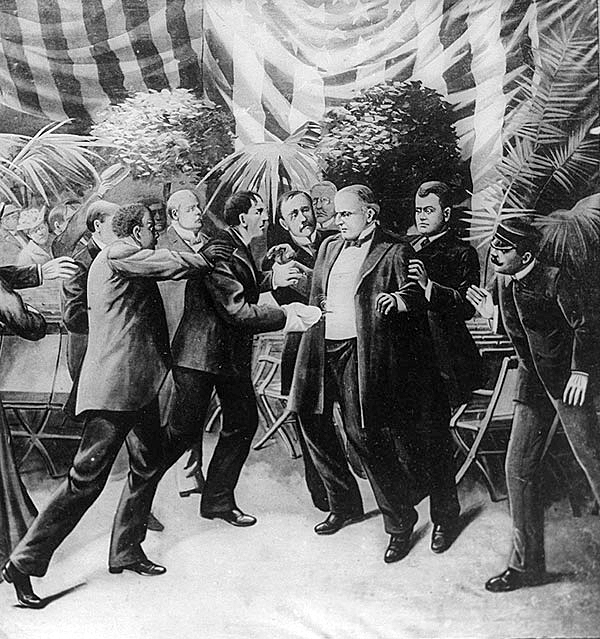
اغتيال وليام ماكينلي في عام 1901 ؛ توفي ماكينلي بعد ثمانية أيام متأثرا بجراحه.

ارتكبت على الأقل 11 محاولة اغتيال باستخدام أسلحة نارية على رؤساء الولايات المتحدة (أكثر من خُمس جميع الرؤساء)؛ أربعة ناجحين، ثلاثة منهم بواسطة مسدسات وواحدة ببندقية.
أبراهام لينكولن نجا من هجوم سابق،  ولكن تم قتله باستخدام مسدس ديرينجر ذو العيار 44، الذي أطلقه جون ويلكس بوث. تم إطلاق النار علىجيمس أ. غارفيلد مرتين، وأصيب بجروح قاتلة على يد تشارلز ج. غويتو باستخدام مسدس من عيار 44. في 2 يوليو 1881. كان سيموت من التهاب رئوي في نفس العام في 19 سبتمبر. في 6 سبتمبر 1901، كان ويليام ماكينلي أصيب بجروح قاتلة من قبل ليون عندما أطلق النار مرتين من مسافة قريبة باستخدام مسدس – العيا ر 32. على الرغم من أن ماكنلي مات فقط بعد أن أصيب بأحد الرصاصات وتلقي العلاج الجراحي الفوري، إلا أنه توفي بعد 8 أيام من الإصابة بالغرغرينا. قُتل جون ف. كينيدي على يد لي هارفي أوزوالد ببندقية من نوع بولت في 22 نوفمبر 1963. 
نجا أندرو جاكسون، وهاري ترومان، وجيرالد فورد (الأخير مرتين) من محاولات اغتيال باستخدام أسلحة نارية دون أن يصاب بأذى. 
أصيب رونالد ريجان بجروح بالغة في محاولة اغتيال جون هينكلي جونيور في 30 مارس 1981 بمسدس عيار 22. ويظل الرئيس الأمريكي الوحيد الذي نجا من إطلاق النار عليه أثناء وجوده في منصبه. أصيب الرئيس السابقثيودور روزفلت بالرصاص قبل أن يلقي خطابا خلال حملته الرئاسية عام 1912. على الرغم من النزيف في صدره، رفض روزفلت الذهاب إلى المستشفى حتى ألقى الخطاب. في 15 فبراير 1933، حاول جوزيبي زانجارا اغتيال الرئيس المنتخب فرانكلين ديلانو روزفلت، الذي كان يلقي خطابًا من سيارته في ميامي بولاية فلوريدا. على الرغم من أن روزفلت لم يصب بأذى، توفي عمدة شيكاغو أنطون سيرماك في تلك المحاولة، وتلقى العديد من المارة الآخرين إصابات غير مميتة. 
الرد على هذه الأحداث قد أسفرت عن التشريعات الاتحادية لتنظيم العامة حيازة الأسلحة النارية. على سبيل المثال محاولة اغتيال فرانكلين روزفلت ساهم في مرور الوطنية النارية لعام 1934, واغتيال كينيدي (جنبا إلى جنب مع الآخرين) أسفرت عن السيطرة على السلاح لعام 1968. قانون «الرقابة علي الاسلحة» هو قانون فيدرالي وقعه الرئيس ليندون جونسون ينظم على نطاق واسع صناعة الأسلحة النارية وماليكيها. ويركز بشكل أساسي على تنظيم التجارة بين الولايات في الأسلحة النارية من خلال حظر نقل الأسلحة النارية بين الدول إلى حد كبير باستثناء الشركات المصنعة المرخصة والتجار والمستوردين..

### جرائم عنف اخري

وتمثل الولايات المتحدة 97% من وفيات الأطفال المرتبطة بالأسلحة النارية بين بلدان مماثلة، على الرغم من أنها تشكل 46% فقط من إجمالي عدد سكان هذه المجموعة.

يتم ارتكاب ربع عمليات السطو علي المباني التجاريى في الولايلت المتحدة بالأسلحة. حيث ان نسبة الوفيات ازدادت ثلاث مرات أكثر احتمالا في عمليات السطو المسلح بالبنادق من حيث غيرها، أو لا، وتستخدم الاسلحة  مع أنماط مماثلة في حالات العنف الأسري. [155] افترض اختصاصي الإجرام فيليب كوك أنه إذا كانت الأسلحة المتاحة أقل، فقد يرتكب المجرمون نفس الجريمة، ولكن بأسلحة أقل فتكا. وجد أن مستوى ملكية السلاح في أكبر 50 مدينة في الولايات المتحدة مرتبط بمعدل عمليات السطو المسلح بالبنادق ، ولكن ليس بمعدلات السطو الشاملة. كما يرى أن عمليات السطو التي يستخدم فيها المعتدي بندقية من المرجح أن تؤدي إلى وفاة الضحية ، ولكن من المرجح أن تؤدي إلى إصابة الضحية. عدد كبير من جرائم القتل هي نتيجة تصعيد غير مقصود لجريمة أخرى توجد فيها أسلحة نارية ، دون وجود نية أولية للقتل. معدلات السطو والاعتداء بشكل عام في الولايات المتحدة مماثلة لتلك الموجودة في البلدان المتقدمة الأخرى ، مثل أستراليا وفنلندا ، مع مستويات أقل بكثير من ملكية السلاح. هناك ارتباط قوي بين توافر الأسلحة غير القانونية ومعدلات الجريمة العنيفة ، ولكن ليس بين توافر الأسلحة القانونية ومعدلات الجريمة العنيفة. انظر ايضاً اعتداء بسلاح قاتل.

## المجرمين
بالنظر الي  اطلاق النار الشامل وحده (أربعة أشخاص بالرصاص في مكان عام)، ما يقرب من جميع من الذكور. حوالي 47% البيضاء ، 12% الأسود ، 6% الآسيوية (1982-2016).
بيد أن هذا التعريف من «إطلاق النار» المتنازع عليها. وقد مثلت عمليات إطلاق النار الجماعي 1% من جميع الوفيات باستخدام السلاح بين عامي 1980 و 2008.

### ناقلات
في عام 2015، قال تالباحثة في جامعة ولاية أريزونا شيري تاورز «أن اهتمام وسائل الإعلام يشبه» الناقلة«التي تصل إلى الأشخاص المعرضين للخطر.» وذكرت أن الأشخاص الساخطين يمكن أن يصابوا بالاهتمام الذي تلقاه الأخرين الذين أصيبوا بالاضطراب والذين أيضا اصبحوا قتلة جماعية.

## ضحايا
كان الأمريكيين من أصل أفريقي  55% من ضحايا جرائم  القتل في عام 2010، ولكن 13% من السكان كان البيض من غير الهسبانين 25% من الضحايا ولكن 65% من السكان في عام 2010. من أصل إسباني 17% من الضحايا و 16 ٪ من السكان في عام 2010.
وفقا لإحصاءات  مكتب الولايات المتحدة للعدالة، فمن عام 1980 إلى عام 2008 قتل 84% من  ضحايا البيض من قبل المجرمين البيض. كما قتل   93% من ضحايا السود بيد المجرمين السود.

## السياسة العامة
السياسة العامة المتعلقة بمنع العنف المسلح هي جدل سياسي واجتماعي  مستمر بشأن تقييد وتوافر الأسلحة النارية في الولايات المتحدة. كما أنها تخضع لعدة قوانين منها التعديل الثاني، الوطنية قانون الأسلحة النارية ‏، السيطرة على السلاح لعام 1968 ‏، ناري أصحاب قانون حماية ‏، برادي مسدس قانون منع العنف ‏. وكذلك قانون مكافحة الجريمة وإنفاذ القانون قانون ‏، العنف المنزلي الجاني الفعل ‏. وتم تنقيح سياسة البندقية في الولايات المتحدة عدة مرات بأفعال مثل قانون حماية ملكية السلاح الناري الذي خفف من الأحكام المتعلقة بمبيعات الأسلحة في الوقت الذي يعزز فيه أيضاً قانون الأسلحة النارية الأوتوماتيكى.
وعلي المستوي الاتحادي، ومستوي الولاية والمستوي المحلي، تم إالغاء القوانبن المتعلقة  بالبندقيات مثل حظر المسدسات من قبل المحكمة العليا في قضايا مثل مقاطعة كولومبيا ضد ‏ هيلر وماكدونالد وضد شيكاغو. وتؤكد هذه  الحالات أن التعديل الثاني يحمي حق الفرد في امتلاك سلاح ناري. كولومبيا ضد هيلر فقط مسألة الفيدرالية الجيوب ، في حين تناولت قضية ماكدونالد ضد  شيكاغو القضية علي انها تتعلق بالولايات  الفردية.

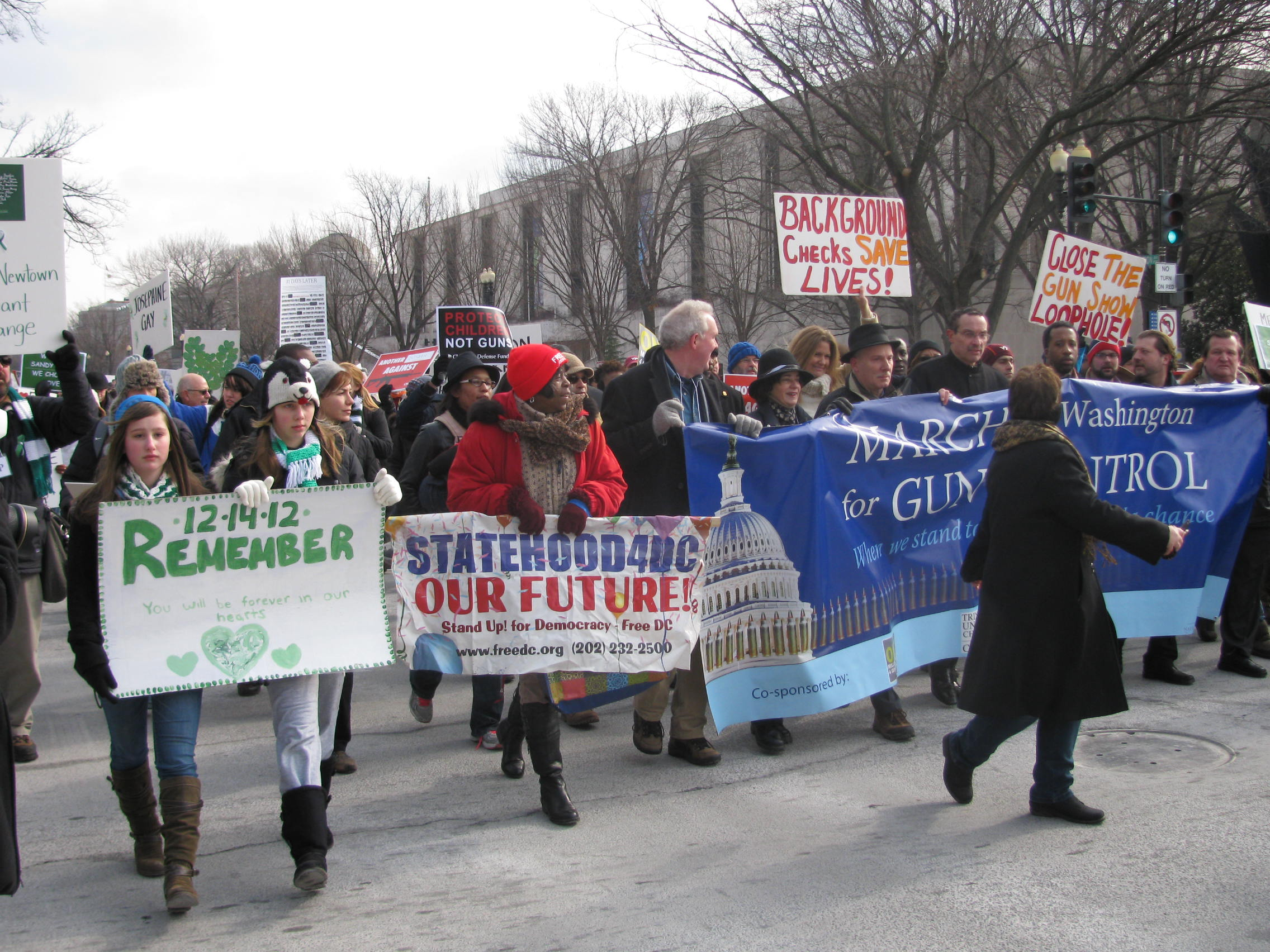
آذار / مارس في واشنطن من أجل السيطرة على السلاح في كانون الثاني / يناير 2013

غالباً ما يستشهد مؤيدوا ضبط  السلاح  بالعدد المرتفع  نسبيا من جرائم القتل المرتكبة  بالأسلحة النارية  كسبب لدعم قوانين مكافحة الأسلحة الصارمة . قوانين الأسلحة النارية هي محل نقاش في الولايات المتحدة ، مع الأسلحة النارية المستخدمة لأغراض ترفيهية فضلا عن الحماية الشخصية. استشهد دعاة حقوق البندقية باستخدام الأسلحة النارية للدفاع عن الذات وردع جرائم العنف، كأسباب  تمكن الاسلحة من الحد من الجريمة.   كما يقول دعاه حقوق البندقية أيضا إن المجرمين هم الأقل عرضه لقوانين الأسلحة النارية، وبالتالي فأن تقيد وصول الاشخاص الملتزمين بالقانون يجعلهم أكثر عرضة للمجرمين المسلحين.
في مقابلة مع بيل سيمونز علي قناة أتش بي أو ، قال الرئيس أوباما أن السيطرة على السلاح سيكون  القضية «المهيمنة»  على جدول أعماله في السنة الأخيرة من رئاسته.
و كانت نتيجة استقصاء تم اجراءة علي 41 دراسة، وجد في نصف الدراسات علاقة بين امتلاك السلاح والقتل ولكن هذه كانت عادة أقل الدراسات دقة . كانت  ست دراسات فقط  تسيطر علي ستة متتغيرات إحصائية  ذات دلالة احصائية، ولم يظهر منها أي تأثير إيجابي كبير. أظهرت احدي عشر دراسات على المستوى الكلي أن معدلات الجريمة تزيد من مستويات السلاح (وليس العكس). قد يكون السبب وراء عدم وجود تأثير معاكس هو أن معظم المالكين غير مجرمين وأنهم قد يستخدمون الأسلحة لمنع العنف. .
غالبية الأمريكيين يدعمون قانونًا أكثر صرامة للسيطرة على الأسلحة. ويؤيد 64% من الأمريكيين قوانين أكثر صرامة للسيطرة على الأسلحة، بينما يعارضها 36%. إلى جانب ذلك، يعتقد 54% من الأميركيين أن مثل هذه القوانين ستقلل من عدد الوفيات والقتل بين المواطنين بالأسلحة النارية، ويعتقد 58% أن الحكومة قادرة على اتخاذ إجراءات فعالة لمنع حوادث إطلاق النار الجماعية.

## استطلاع حول السيطرة على السلاح (2023)

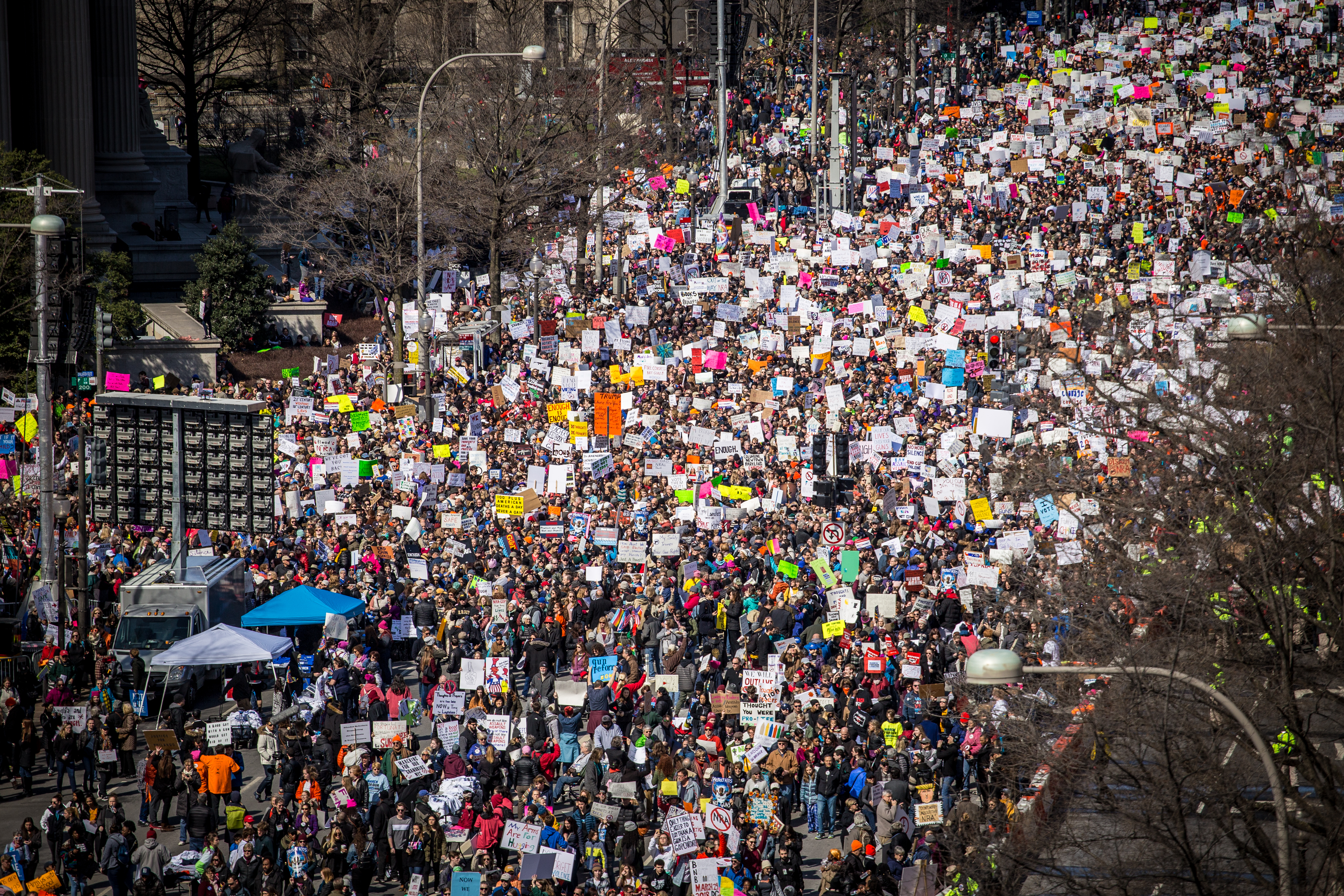
احتجاجات عنف السلاح ، على قوانين السيطرة على السلاح. (مسيرة من أجل حياتنا)

في خضم الزيادة الأخيرة في عمليات إطلاق النار الجماعية، بما في ذلك 46 حادث إطلاق نار في المدرسة في عام 2022 ، وجد استطلاع أجرته شبكة فوكس نيوز في أبريل 2023 أن الناخبين المسجلين يؤيدون بأغلبية ساحقة مجموعة واسعة من قيود الأسلحة:
- قال 87٪ إنهم يؤيدون طلب إجراء فحوصات خلفية جنائية لجميع مشتري الأسلحة.
- 81٪ يؤيدون رفع شرط العمر لشراء أسلحة نارية إلى 21.
- 80٪ قالوا إنه يجب السماح للشرطة بأخذ الأسلحة من الأشخاص الذين يشكلون خطراً على أنفسهم أو على الآخرين.
- 80٪ يؤيدون طلب فحوصات الصحة العقلية لجميع مشتري الأسلحة.
- أيد 61٪ حظر البنادق الهجومية والأسلحة نصف الآلية[171][172]